# Гай Сений Север
Гай Сений Север (на латински: Gaius Saenius Severus) е политик и сенатор на Римската империя през 2 век.
Вероятно негов роднина е Луций Сений, който е суфектконсул през 30 пр.н.е. и автор на закона Lex Saenia, с който Август може да приема плебейски фамилии в патрицианското съсловие.
През 126 г. Сений Север е суфектконсул заедно с Луций Куспий Камерин.